# Templeux-le-Guérard
Templeux-le-Guérard – miejscowość i gmina we Francji, w regionie Hauts-de-France, w departamencie Somma.
Według danych na rok 2011 gminę zamieszkiwało 211 osób, a gęstość zaludnienia wynosiła 33 osoby/km² (wśród 2293 gmin Pikardii Templeux-le-Guérard plasuje się na 782. miejscu pod względem liczby ludności, natomiast pod względem powierzchni na miejscu 729.).